# Scott Rolen
Scott Bruce Rolen (Evansville, Indiana, 4 de abril de 1975) es un ex tercera base estadounidense de béisbol profesional que jugó para los Philadelphia Phillies, St. Louis Cardinals, Toronto Blue Jays y Cincinnati Reds en las Grandes Ligas (MLB).
Rolen debutó en las mayores en 1996, y en 1997 ganó el premio de Novato del Año de la Liga Nacional. A lo largo de su carrera fue reconocido por su habilidad defensiva, por lo que fue premiado con ocho Guantes de Oro, además de ser invitado a siete Juegos de Estrellas y ganar un Bate de Plata.

## Carrera profesional

### Philadelphia Phillies
Rolen fue seleccionado en la segunda ronda del draft de 1993 por los Filis de Filadelfia. Debutó en Grandes Ligas en 1996, y la siguiente temporada fue reconocido como el Novato del Año de la Liga Nacional, el primer jugador de los Filis en ganar dicho premio desde Dick Allen en 1964. En 1998 ganó su primer Guante de Oro. El 29 de julio de 2002, fue transferido junto a Doug Nickle a los Cardenales de San Luis, a cambio de Plácido Polanco, Mike Timlin y Bud Smith.

### St. Louis Cardinals

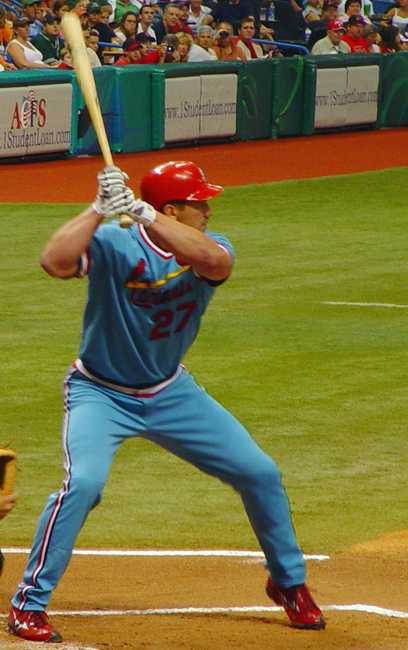
Rolen bateando para los Cardenales de San Luis en 2006.

Luego de su primera temporada con los Cardenales, recibió una oferta de contrato por ocho años y $90 millones.
En 2004 disfrutó una de sus mejores temporadas, liderando la liga en carreras impulsadas por la mayor parte de la temporada, y a pesar de lesionarse al final de la misma, registró promedio de .314, 34 jonrones y 124 impulsadas, por lo que quedó en cuarto lugar en las votaciones al Jugador Más Valioso de la Liga Nacional. Su contribución en postemporada también fue valiosa, siendo el hecho más importante su jonrón de dos carreras en la sexta entrada del Juego 7 de la Serie de Campeonato de la Liga Nacional, que permitió a los Cardenales superar a los Astros de Houston y clasificar a la Serie Mundial de 2004, la cual perdieron eventualmente ante los Medias Rojas de Boston.
El 10 de mayo de 2005, Rolen se lesionó el hombro en un choque con el primera base de los Dodgers de Los Ángeles Hee-Seop Choi, por lo que fue colocado en la lista de lesionados y se sometió a una cirugía que finalizó prematuramente su temporada. Regresó al equipo en 2006, y para esa temporada registró promedio de .292 con 22 jonrones y 95 impulsadas, por lo que fue nominado al premio de Regreso del Año en la Liga Nacional. En postemporada, Rolen ganó la Serie Mundial de 2006 con los Cardenales, superando a los Tigres de Detroit.
El siguiente año Rolen luchó nuevamente con las lesiones, y el 31 de agosto fue incluido en la lista de lesionados debido a problemas con su hombro, los cuales corrigió al someterse a otra cirugía el 11 de septiembre, finalizando su temporada.

### Toronto Blue Jays
El 14 de enero de 2008, Rolen fue transferido a los Azulejos de Toronto a cambio de Troy Glaus. En los entrenamientos primaverales se lesionó el dedo medio de su mano derecha, por lo que se perdió el inicio de la temporada y Marco Scutaro tomó su lugar como tercera base titular. Rolen regresó al equipo el 25 de abril, y dos días después conectó su primer jonrón como jugador de los Azulejos.
Luego de otra estancia en la lista de lesionados a finales de agosto por molestias en su hombro, modificó ligeramente su forma de batear para aligerar la carga en sus hombros e impedir una posterior lesión. Finalizó la temporada con promedio de .262, 11 jonrones y 50 impulsadas.

### Cincinnati Reds
El 31 de julio de 2009, Rolen fue transferido a los Rojos de Cincinnati a cambio de Edwin Encarnación, Josh Roenicke y Zach Stewart. En la temporada 2010, su contribución fue importante para que los Rojos ganaran la División Central de la Liga Nacional por primera vez en 15 años, y personalmente ganó por octava ocasión un Guante de Oro, solo superado por los miembros del Salón de la Fama del Béisbol Brooks Robinson (16) y Mike Schmidt (10) como tercera base.
El 15 de junio de 2011, se convirtió en el tercer tercera base en la historia en conectar 2,000 hits, 500 dobles, 300 jonrones y 1,200 impulsadas, junto a George Brett y Chipper Jones.